# Fidget spinner
A fidget spinner másnéven pörgyettyű, egyes magyar fordításokban kézi búgócsigaegyfajta stressz levezető játék, egy sugarasan szimmetrikus, középen csapággyal ellátott játékszer. Bár már 1993-ban feltalálták, csak 2017-ben lett világszerte népszerű. A marketingesek szerint stresszoldó és koncentrálás-segítő hatása van, a szakmai vélemények azonban megoszlanak erről.

## Története
A fidget spinner feltalálója Catherine Hettinger vegyészmérnök. Már az 1980-as években megfogalmazódott benne egy olyan játékszer ötlete, mely segíthet levezetni az agresszív gyermekek fölös energiáját, és 1993-ban szabadalmaztatta a fidget spinner egy korai modelljét (ekkor még finger spinner-nek nevezték). Azonban a játékgyártók, mint például a Hasbro, elálltak az üzlettől. A szabadalmat nem újították meg lejárta után.
A játékszer 2016 decemberében lett ismert (mikor egy ismert kiadvány egyik cikkje karácsonyi ajándékként ajánlotta), 2017 áprilisában futott fel, és májusban érte el népszerűsége csúcsát. 2017 júniusában az Amazon internetes kereskedéssel foglalkozó áruház játékszekciójában a legeladottabb 20 játékszer közül 17 fidget spinner volt. A gyártók és a marketingesek szerint a fidget spinner hatékonyan segítheti az autizmusban, szorongásban és figyelemhiányos hiperaktivitás-zavarban szenvedők koncentrálását, ám ezeket a véleményeket a szakemberek és a kutatások nem erősítették meg. Mi több, számos amerikai általános iskolában betiltották a játékszert, mivel elvonta a gyermekek figyelmét.
2017 júniusában a fidget spinner népszerűsége zuhanni kezdett és június végére az emberek többsége elvesztette érdeklődését iránta.

## Kialakítása
A tipikus fidget spinner egy háromágú műanyagdarab csapágyas görgőkkel, de vannak öt, hat, vagy többágú, fémből készült változatok is, és olyanok is, melyek például különleges díszítéseket vagy LED égőket hordanak. Középen két ujjal megtartva vagy sík felületre helyezve meg kell pörgetni. Amikor a fidget spinner forog, akkor valójában egy olyan csapágy pörög, ami a játék közepében, két kapszulával lezárva található. Minél jobb minőségű a csapágy, annál hosszabb a pörgési idő.
A 608-as csapágy a leginkább elterjedt, melynek belső átmérője 8, külső átmérője 22 milliméter. Ennél ritkább az R188-as csapágy, melynek átmérői 6,35 illetve 12,7 milliméter.